# 圣巴尔多禄茂圣母庇荫主教座堂
圣巴尔多禄茂圣母庇荫共主教座堂（Konkatedra św. Bartłomieja i Opieki Najświętszej Bogurodzicy w Gdańsku）是一座乌克兰希腊礼天主教会教堂、乌克兰希腊礼天主教弗罗茨瓦夫-格但斯克教区的共主教座堂。它位于格但斯克老城（Stare Miasto），曾是该区的主要教堂。
1967年2月24日和2005年7月28日，该堂公布为文物古迹。

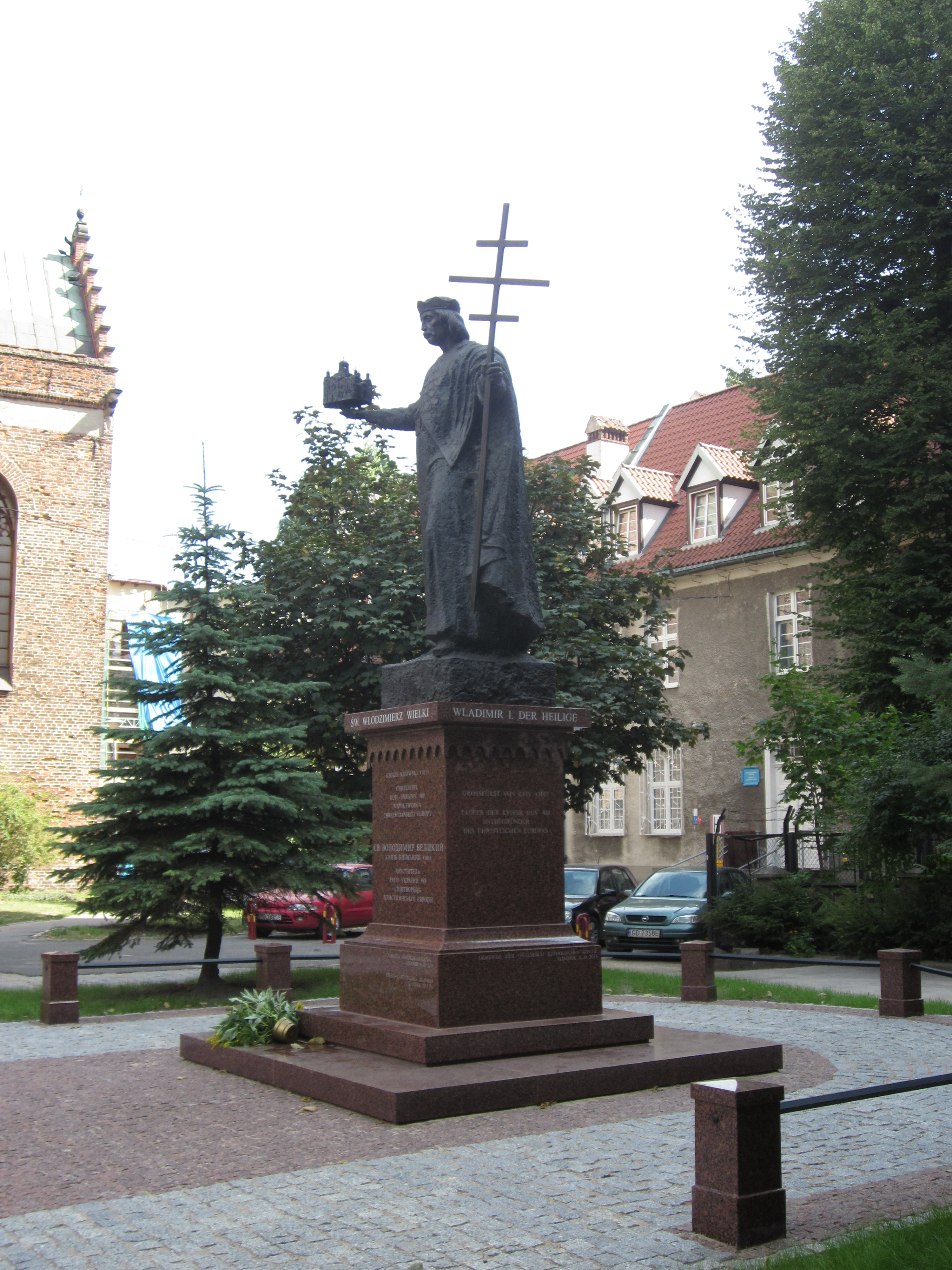
弗拉基米爾一世·斯維亞托斯拉維奇纪念碑，根纳迪·耶尔肖夫

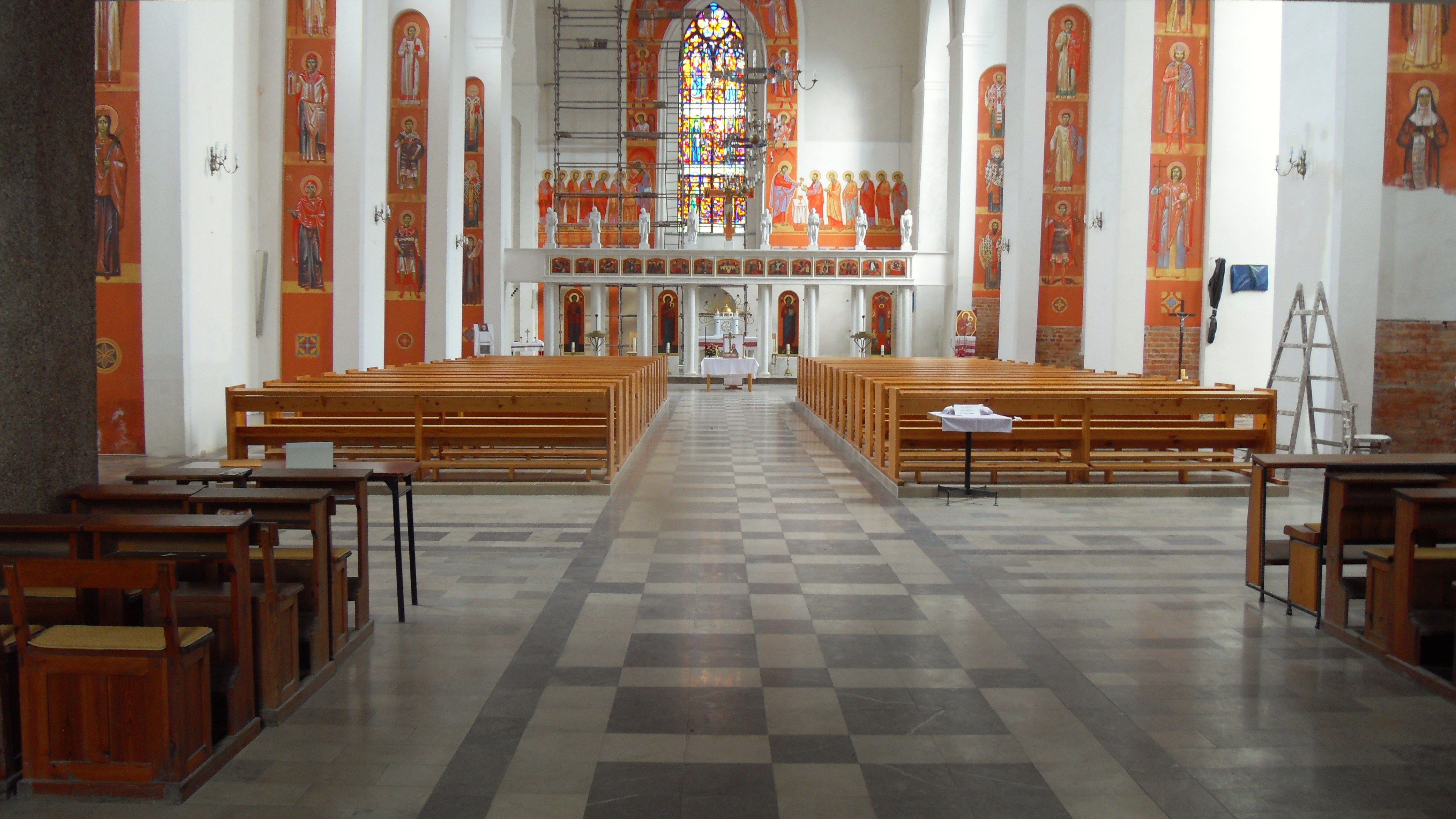
内部

## 历史
该堂建于15世纪，为哥特式风格。钟楼建于1591-1600年，目前的盔顶建于1982年，大门建于1647年。教堂内设有聖幛。
从1524年到1945年被摧毁，该堂一直是路德宗教堂。重建后，它属于耶稣会（直到1990年）。从2001年1月31日起，该堂成为乌克兰希腊礼天主教弗罗茨瓦夫-格但斯克教区的共主教座堂。
格但斯克的希腊礼天主教堂区自1957年以来一直存在。自2020年以来，该堂归属奥尔什丁-格但斯克教区，此前属于弗罗茨瓦夫-格但斯克教区。
在教堂前面的广场上，有一座弗拉基米尔一世·斯維亞托斯拉維奇纪念碑，由作者根纳迪·耶尔肖夫于2015年揭幕。